# Lemberg pri Šmarju

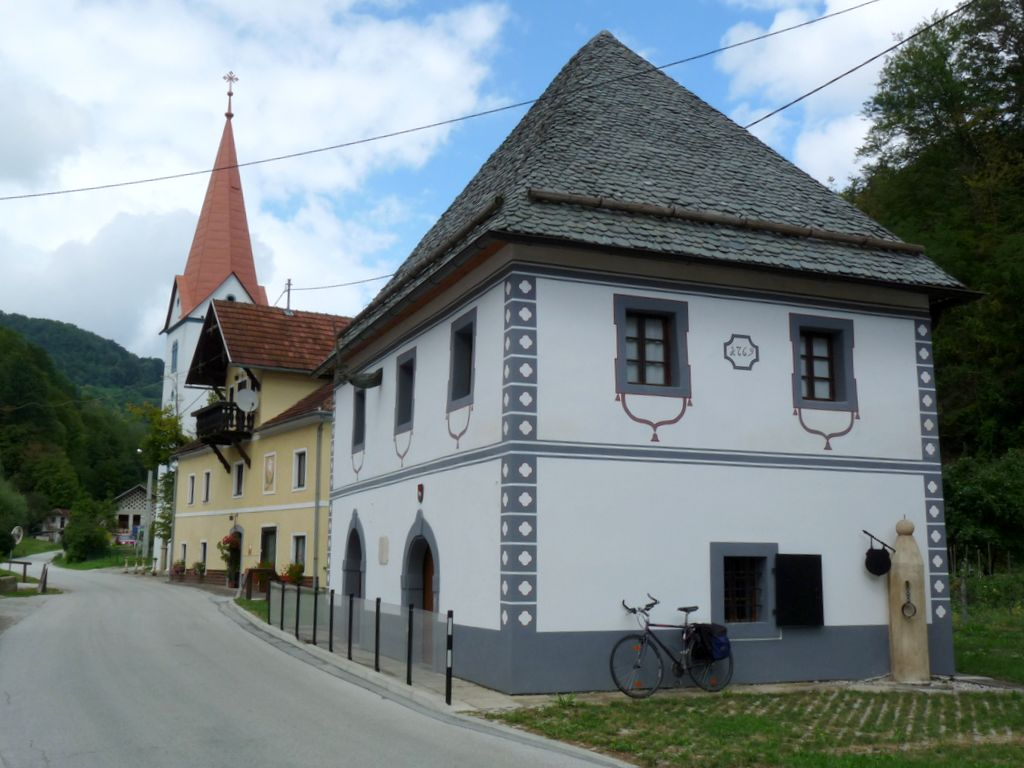
Ansicht von Lemberg

Lemberg pri Šmarju (deutsch Lemberg bei St. Marein, älter auch Lengenburg) ist ein Ort in der Gemeinde Šmarje pri Jelšah (St. Marein bei Erlachstein) und liegt in der historischen Region Štajerska (Untersteiermark) in Slowenien.

## Lage
Der Ort ist von Šmarje etwa 5 km, von Celje etwa 23 km, von Maribor etwa 34 km entfernt und wird vom Lemberger Bach (Lemberžica) durchflossen. Die heute unbedeutende dörfliche Siedlung (auf 237 m üNN) liegt inmitten einer Hügellandschaft am südlichen Ausläufer des Gabrnik (Gaberniggberg, 481 m) und wird von der Mestinje-Poljčane-Straße durchquert. Über den Pečica-Sattel (371 m) verläuft die Straße nach Norden in das Tal der Dravinja (Drann). Die ganze Umgebung wird vom weithin sichtbaren Berggipfel des Boč (Wotsch) (979 m) geprägt.

## Geschichte
Im Jahre 1251 wurde Lemberg als Lengenburg erstmals urkundlich erwähnt. Im Hochmittelalter bekam der Ort die Marktrechte verliehen und war bis zu Beginn des 19. Jahrhunderts ein regionales Handelszentrum, das mit seinen Gasthöfen und Handwerksbetrieben an einem stark frequentierten Verkehrsweg lag. Mit der Verlegung der Durchzugsstraße ins östliche Nachbartal und der Übertragung der Pfarrei in den 3 km entfernten Wallfahrtsort Sladka gora (Süßenberg) begann langsam der Niedergang des Marktfleckens, der heute nur noch rund 140 Einwohner zählt.
Vom Namen des Ortes leitet sich die Bezeichnung Lemberger ab, wie die Rebsorte Blaufränkisch in Deutschland meist genannt wird. Denn die ersten Rebstöcke, die in Deutschland in den 1870ern ausgepfanzt wurden, kamen aus Lemberg.
Nach dem Erlöschen der Sanneck-Cillier 1456 fiel Lemberg an den steirischen Landesfürsten. 
Aus dem Jahre 1487 berichtet der Begleiter einer bischöflichen Reisegruppe, Paolo Santonino, dass „die Burg wegen des Ungarneinbruches auf kaiserliche Verfügung“ hin zerstört wurde. Zu jener Zeit fanden kriegerische Auseinandersetzungen zwischen Kaiser Friedrich III. und König Matthias Corvinus statt.
Die Verwaltung Lembergs erfolgte damals anscheinend schon von der benachbarten Herrschaft Plankenstein (Zbelovski grad) aus. Das im Jahr 1498 aufgestellte Urbar spricht dafür. Die Herrschaft Lemberg umfasste zu jener Zeit 91 Dörfer/Weiler ganz oder teilweise und hatte ungefähr den gleichen Umfang wie das Landgericht oder die Grafschaft.

## Bauwerke (Auswahl)

### Kirchengebäude
Inmitten des Ortes steht die Kirche St. Nikolaus. Das Sakralgebäude stammt aus der ersten Hälfte des 15. Jahrhunderts und wurde im Jahre 2002 renoviert.
Oberhalb des Ortes befindet sich die Kirche St. Pankratius, nahe der früheren Burg Lengenburg.

### Burg Lemberg

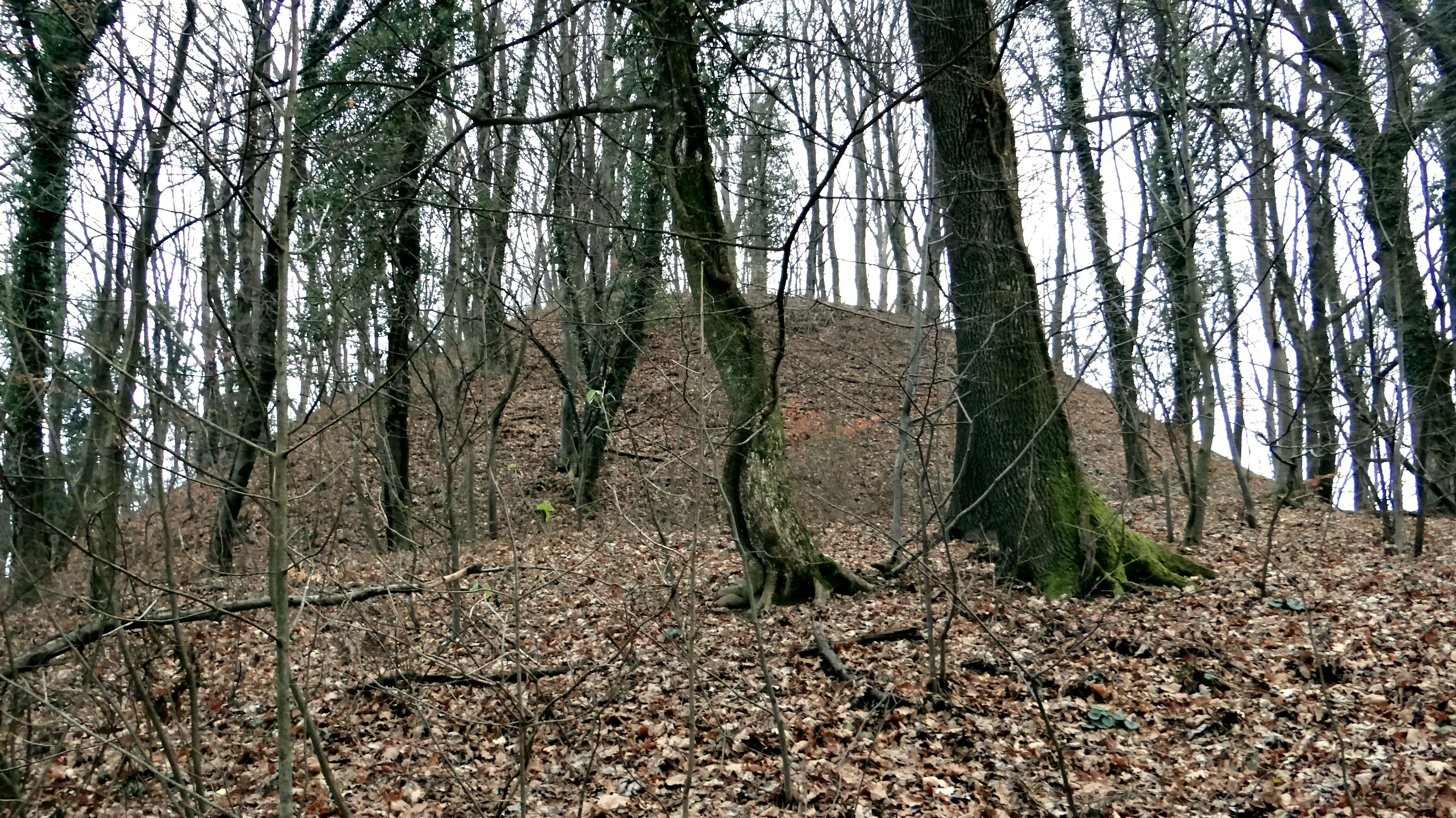
Burgstall der Burg Lemberg

Die einstige Burg castrum Lengenburch soll nahe der heutigen Pankratius-Kirche auf dem Bergplateau von den Freien von Sanneck in der zweiten Hälfte des 12. Jahrhunderts errichtet worden sein. 
Bei den Sanneckern, die sich auch „von Lengenburg“ nannten, verblieb die Feste als Wohn- und Verwaltungssitz einer umfangreichen Grundherrschaft mit Landgericht bis 1341. In diesem Jahr wurde Friedrich von Sanneck durch Kaiser Ludwig in den Reichsgrafenstand erhoben. 

### Weitere ortsbildprägende Bauten
Das alte Rathaus aus dem Jahre 1769 und die erhaltene steinerne Prangersäule erinnern an Zeiten, als hier zwei große Jahrmärkte abgehalten wurden und jeden Donnerstag Markttag war (siehe Einleitungsbild rechts).